# Ar-Rastan (dystrykt)
Ar-Rastan – jedna z 7 jednostek administracyjnych drugiego rzędu (dystrykt) muhafazy Hims w Syrii.
W 2004 roku dystrykt zamieszkiwało 128 055 osób.